# 2-Chlorbenzylidenmalonsäuredinitril
2-Chlorbenzylidenmalonsäuredinitril (nach seinen Entdeckern Ben B. Corson und Roger W. Stoughton (1928) auch CS genannt) ist eine farblose, kristalline Verbindung, die als Tränenreizstoff (auch Tränengas genannt) Verwendung findet.

## Eigenschaften
2-Chlorbenzylidenmalonsäuredinitril ist ein weißer, kristalliner, giftiger und brennbarer Feststoff mit pfefferähnlichem Geruch. Bei Aufwirbelung von Staub der Verbindung bilden sich explosionsfähige Gemische mit Luft. Bei Brand oder starker Erhitzung erfolgt Zersetzung in nitrose Gase, Chlorwasserstoff und Kohlenstoffoxide. 2-Chlorbenzylidenmalonsäuredinitril ist schlecht löslich in Wasser und hat eine höhere Dichte als dieses. Er sinkt in Wasser langsam nach unten und bildet giftige und stark reizende Gemische mit Wasser, die auch bei Verdünnung ihre Wirkung nicht verlieren, wobei die Verbindung nur langsam hydrolisiert. Er ist löslich in vielen organischen Lösungsmitteln, insbesondere jedoch in Aceton, Methylenchlorid, Dioxan, Ethylacetat und Benzol.

## Verwendung
Als Aerosol wird es – gelöst in Dichlormethan oder Aceton – als polizeiliches Einsatzmittel bei Krawallen verwendet. Ein internationaler Vertrag zu chemischen Waffen verbietet jedoch den Einsatz in Kriegsgebieten. Der als CS-Gas vermarktete Stoff wird unter anderem in Schreckschuss- bzw. Druckluftwaffen eingesetzt, aber auch in kleinen Spraydosen zur Selbstverteidigung. Der Umgang mit diesen Reizstoffsprühgeräten ist in Deutschland, abweichend von den sonstigen Vorschriften des Waffengesetzes, auch schon Jugendlichen ab 14 Jahren erlaubt. Gaspistolen können ab 18 Jahren erlaubnisfrei erworben werden, zum Führen in der Öffentlichkeit wird jedoch ein Kleiner Waffenschein benötigt.
Zur Abwehr von Hunden etc. werden höhere CS-Konzentrationen als zur Abwehr von Menschen benötigt. Mittlerweile werden jedoch auch für diesen Zweck meist die effektiveren sogenannten Pfeffersprays eingesetzt. Diese enthalten als Hauptwirkstoff Oleoresin Capsicum, kurz OC, welches aus Chilischoten gewonnen wird. OC findet selbst bei Bärensprays in Nordamerika Anwendung, und seine Wirkung wird im Gegensatz zu CS nicht durch Alkohol- oder anderen Drogenkonsum beeinflusst.

## Wirkungen
2-Chlorbenzylidenmalonsäuredinitril wirkt direkt auf das neuronale Schmerzzentrum. Die Reaktionen auf den Stoff sind individuell unterschiedlich und können auch durch den Konsum von Alkohol oder anderer Drogen beeinflusst werden. Ist das Schmerzzentrum nämlich durch Alkohol oder andere Drogen blockiert, kann das Schmerzempfinden geringer sein. Etwa 50 % der Menschen reagieren bei niedrigen Konzentrationen (0,004–0,023 mg·m−3) nicht, bei anderen zeigen sich aufgrund der Reizung sofort Augentränen und Husten, seltener auch Hautrötung und -jucken. Ab etwa 4 mg·m−3 wird der Geruch als Belästigung empfunden, wobei nahezu sofort Reizung von Augen und Atemtrakt auftreten. In größeren Mengen eingeatmet, kann CS zu einem Lungenödem und im Einzelfall zum Tod führen. Die letale Dosis wird für den Menschen von der WHO auf 25–150 g·min−1·m−3 geschätzt.

## Toxizität
Obwohl als nichttödliche Waffe für die Kontrolle von Menschenansammlungen (z. B. bei Demonstrationen) beschrieben, gibt es inzwischen Studien, die begründete Zweifel an dieser Einschätzung wecken. CS kann schwere Lungenschäden verursachen sowie Herz und Leber erheblich beeinträchtigen.
Am 28. September 2000 veröffentlichte Uwe Heinrich eine Studie, nachdem er vom US Office of Special Counsel unter John C. Danforth beauftragt wurde, den Einsatz von CS-Gas durch das FBI bei der Davidianer–„Mount-Carmel–Verbindung“ zu untersuchen. Er folgerte, dass die Letalität von CS hauptsächlich durch zwei Faktoren bestimmt wird: zum einen, ob Gasmasken verwendet wurden, und zum anderen, ob die Insassen in einem Raum gefangen wurden. Er folgert, dass, wenn keine Gasmasken verwendet wurden und die Insassen gefangen sind, „[…] es durchaus möglich ist, dass diese Art von CS-Exposition signifikant dazu beitragen oder sogar zum Tode führen kann.“
Wenn CS metabolisiert wird, können im menschlichen Gewebe Cyanide nachgewiesen werden. Nach Angaben des United States Army Center for Health Promotion- and Preventive Medicine, emittiert CS sehr giftige Dämpfe, wenn es bis zur Zersetzung erhitzt wird. In bestimmten Konzentrationen sei CS-Gas eine unmittelbare Gefahr für Leben und Gesundheit. Personen, die CS-Gas ausgesetzt waren, wird empfohlen, unverzüglich einen Arzt aufzusuchen. In vitro zeigte 2-Chlorbenzylidenmalonsäuredinitril mutagene und klastogene Eigenschaften.

## Herstellung
2-Chlorbenzylidenmalonsäuredinitril kann durch Knoevenagel-Kondensation aus 2-Chlorbenzaldehyd und Malonsäuredinitril synthetisiert werden.